# Етран
Етран (на шведски: Ätran) е река в Южна Швеция (провинции Вестра Йоталанд и Халанд), вливаща се в протока Категат на Балтийско море. Дължина 243 km, площ на водосборния басейн 3342 km².

## Географска характеристика
Река Етран води началото си на 327 m н.в., от крайната северозападната част на платото Смоланд, в югоизточната част на лен Вестра Йоталанд, Южна Швеция. Първите около 20 km тече в северна посока, след което рязко сменя посоката си и до устието си има юг-югозапададно направление. Тече предимно в широка и плитка долина в отделни участъци с бързеи и прагове и преминава през няколко малки проточни езера (Льонерн, Осунден и др.). Влива се в източната част на протока Категат на Балтийско море, при град Фалкенбери, лен Халанд.
Водосборният басейн на река Етран обхваща площ от 3342 km². Речната ѝ мрежа е двустранно развита. На запад, север и изток водосборният басейн на Етран граничи с водосборните басейни на реките Вискан, Гьотаелвен, Нисан и други по-малки, вливащи се в Балтийско море. Основни притоци: леви – Асман, Лилгон; десни – Хегвадсьон.
Етран има снежно-дъждовно подхранване с ясно изразено пролетно пълноводие и зимно маловодие. Среден годишен отток в устието 47 m³/s. През зимата замръзва за период от 2 – 3 месеца.

## Стопанско значение, селища
По течението на реката са изградени няколко ВЕЦ-а. Част от водите ѝ се използват за битово и промишлено водоснабдяване. Долината ѝ е гъсто заселена, като най-големите селища разположени по течението ѝ са градовете: Улрисхамн, Свенлюнга и Фалкенбери.